# Crioteràpia
La crioteràpia, també anomenada teràpia de fred, és l'ús local o general de les baixes temperatures en la teràpia mèdica. Es pot utilitzar per tractar diverses lesions. L'ús més destacat del terme es refereix al tractament quirúrgic, conegut específicament com a criocirurgia o crioablació. La criocirurgia és l'aplicació de temperatures molt baixes per destruir teixits anormals o malalts i s'utilitza habitualment per tractar malalties de la pell.
S'utilitza per alleujar el dolor muscular, els esquinços i la inflamació després d'un dany en els teixits tous o una cirurgia. Hi ha diversos tractaments: des de l'aplicació de paquets de gel o la immersió en banys de gel coneguda com a teràpia de fred, fins a l'ús de cambres fredes.
Mentre que la crioteràpia s'utilitza àmpliament, hi ha poques evidències sobre la seva eficàcia i aquesta conclusió ha estat replicada o mostrada en estudis controlats de grans dimensions. Els seus efectes secundaris a llarg termini tampoc han estat estudiats. El terme "crioteràpia" prové del grec cryo (κρύο) que significa fred, i la teràpia (θεραπεία) que significa curació.

## Criocirurgia

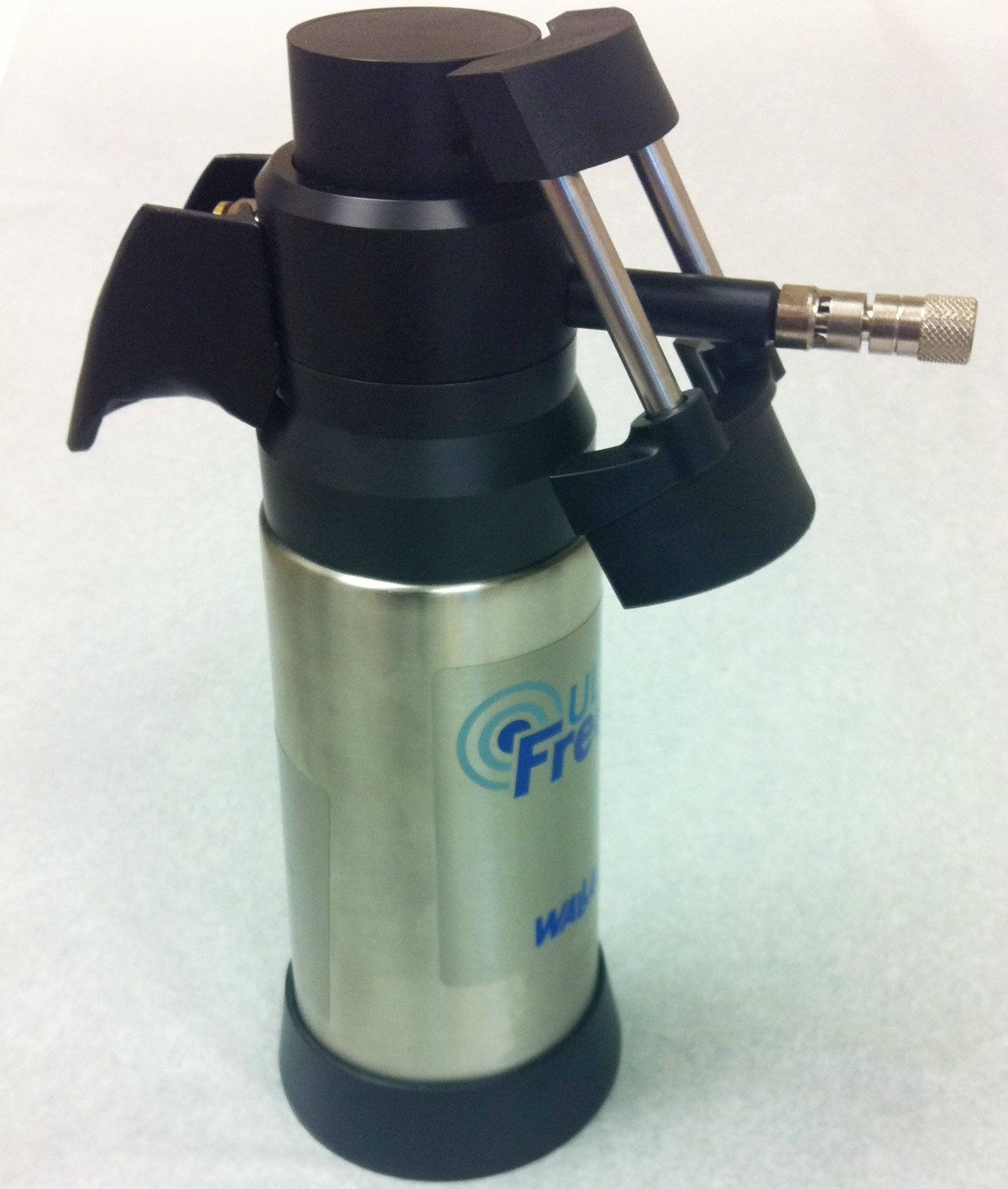
Pistola de crioteràpia mèdica.

La criocirurgia és l'aplicació d'un fred extrem per destruir teixits anormals o malalts. L'aplicació del líquid ultra-fred provoca danys en el teixit tractat a causa de la formació de gel intracel·lular. El grau de dany depèn de la temperatura mínima aconseguida i de la velocitat de refrigeració. La criocirurgia s'utilitza per tractar una sèrie de malalties i trastorns, sobretot trastorns de la pell com berrugues, lunars, acrocordó i queratosi actínica. El nitrogen líquid s'utilitza generalment per congelar els teixits a nivell cel·lular. El procediment s'utilitza sovint, ja que és relativament fàcil i ràpid, es pot fer en la cirurgia mèdica i es considera que té un risc molt baix. Si se sospita una lesió cancerígena, es pot considerar més apropiada l'excisió que la criocirurgia.

## Teràpia amb paquets de gel
La teràpia amb paquets de gel és un tractament per aplicar temperatures fredes en una zona danyada del cos. Tot i que la teràpia s'utilitza àmpliament i hi ha acord en que alleuja els símptomes, les proves han produït resultats contradictoris sobre la seva eficàcia.
Es col·loca un paquet de gel sobre una zona lesionada perquè absorbeixi la calor d'una lesió traumàtica o edemàtica tancada mitjançant la conducció per transferir energia tèrmica. Els efectes fisiològics de l'aplicació freda inclouen vasoconstricció immediata amb vasodilatació reflexiva, disminució del metabolisme local i activitat enzimàtica, i disminució de la demanda d'oxigen. El fred disminueix l'activitat del fus acromàtic muscular i frena la velocitat de la conducció nerviosa, per la qual cosa sovint s'utilitza per disminuir l'espasticitat i la protecció muscular. S'utilitza comunament per pal·liar el dolor de les ferides lleus i disminueix el dolor muscular. L'ús de paquets de gel en el tractament disminueix el flux de sang més ràpidament al començament del període de refredament, el que es produeix a conseqüència de la vasoconstricció, l'activitat simpatètica reflex inicial.
El gel no s'utilitza habitualment abans de la rehabilitació o el rendiment a causa dels seus efectes adversos coneguts sobre el rendiment, com la disminució del reflex miotàtic i la producció de força, així com de l'equilibri immediatament després de la teràpia de paquets de gel durant 20 minuts. No obstant això, si s'aplica la teràpia de paquets de gel durant menys de 10 minuts, pot ser que no hi hagi efectes perjudicials. Si es retira el paquet de gel en aquest moment, els esportistes tornen a entrenar-se o competir directament sense que en disminueixi el rendiment.

## Anestèsics d'esprai fred
A més del seu ús en criocirurgia, s'utilitzen diversos tipus d'aerosols freds per alleujar el dolor a curt termini. Les ampolles ordinàries que contenen tetrafluoroetà, èter dimelític o substàncies similars s'utilitzen per endormiscar la pell abans o per substituir les injeccions anestèsiques locals, i abans d'altres agulles, petites incisions, sutures, etc. Per tractar les lesions esportives s'utilitzen altres productes que contenen cloretanè, de manera similar a la teràpia de paquets de gel.

## Crioteràpia del cos sencer

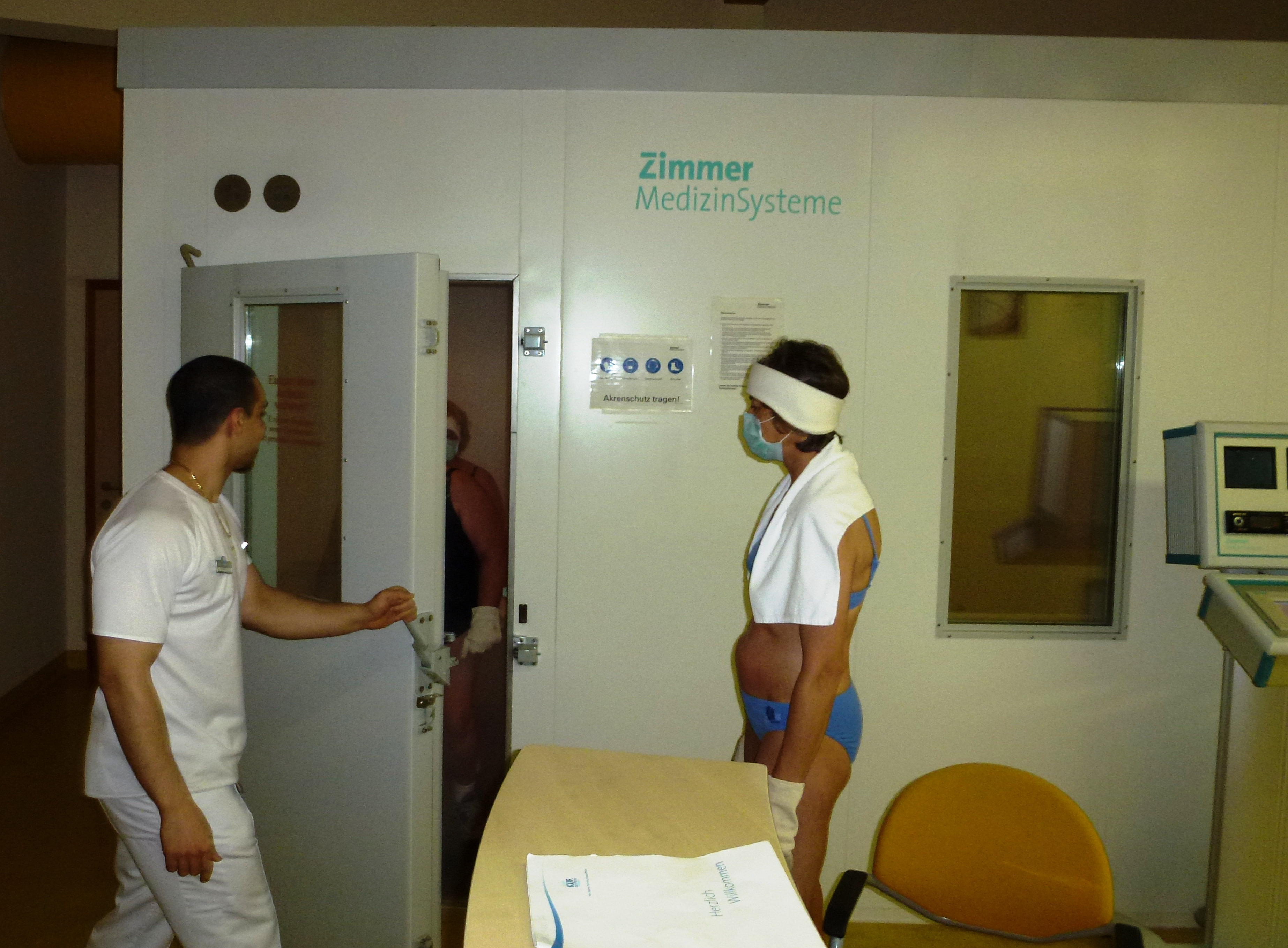
Pacients de crioteràpia durant la preparació del tractament de 3 minuts.

No és clar si la crioteràpia del cos sencer (WBC) té algun efecte sobre el dolor muscular o millora la recuperació després de fer exercici. No hi ha evidència que el refredament del cos sencer tracti amb eficàcia l'Alzheimer, la fibromiàlgia, les migranyes, l'artritis reumatoide, l'esclerosi múltiple, l'estrès, l'ansietat o el dolor crònic, malgrat el que afirmen els seus defensors.
Aquest tractament consisteix en l'exposició dels individus a aire sec extremadament fred (per sota dels cent graus negatius) entre dos i quatre minuts. Per aconseguir les temperatures inferiors als zero graus necessàries per al WBC, normalment s'utilitzen dos mètodes: nitrogen líquid i aire fred refrigerat. Durant aquestes exposicions, els individus porten roba mínima, que sol consistir en pantalons curts per a homes i pantalons curts i una part superior a l'altura dels pits per les dones. Els guants, una bufanda de llana per cobrir les orelles, i una màscara al nas i la boca, a més de sabates i mitjons secs, sovint s'usen per reduir el risc de lesions relacionades amb el fred. La primera cambra del CMB va ser construïda al Japó a finals dels anys setanta, introduïda a Europa als anys vuitanta, i s'ha utilitzat als Estats Units i Austràlia durant la darrera dècada.

### Efectes adversos
Les crítiques a la crioteràpia corporal han portat a fer nous estudis i investigacions per estudiar-ne els efectes adversos. Si les temperatures fredes es produeixen evaporant nitrogen líquid, hi ha el risc d'asfíxia de gasos inerts i de congelacions.
També hi ha dispositius de crioteràpia corporal parcial (PBC) que també tenen el risc d' asfíxia de gasos inerts i de congelacions.